# Peder
Peder est un village de Slovaquie situé dans la région de Košice.

## Histoire
Première mention écrite du village en 1275.
La localité fut annexée par la Hongrie après le premier arbitrage de Vienne le 2 novembre 1938. En 1938, on comptait 420 habitants dont 5 d'origines juives. Elle faisait partie du district de Cserhát-Encs (hongrois : Cserhát-encsi járás). Le nom de la localité avant la Seconde Guerre mondiale était Péder. Durant la période 1938 - 1945, le nom hongrois Péder était d'usage. À la libération, la commune a été réintégrée dans la Tchécoslovaquie reconstituée.

## Démographie

### Évolution de la population
| Année:               | 1994. | 2004.    | 2014.   | 2024.   |
| -------------------- | ----- | -------- | ------- | ------- |
| Nombre de personnes: | 349   | 406      | 414     | 378     |
| Différence:          |       | +16,33 % | +1,97 % | -8,69 % |

| Année:               | 2023. | 2024.   |
| -------------------- | ----- | ------- |
| Nombre de personnes: | 382   | 378     |
| Différence:          |       | -1,04 % |